# Železniško postajališče BTC City
Železniško postajališče BTC City je eno izmed železniških postajališč v Sloveniji, ki oskrbuje bližnje nakupovalno središče BTC.
Železniško postajališče je od leta 2014 zaprto.